# Sint-Stefanuskerk (Iran)
De Sint-Stefanuskerk of Kelisa Darré Sham (Armeens: Սուրբ Ստեփանոս) is een Armeense kerk en klooster in het noordwesten van Iran. De kerk bevindt zich in een verder verlaten vallei in de buurt van de stad Marand. De uit de 9e eeuw stammende kerk is in een diepe kloof gebouwd, niet ver van de rivier de Aras.
Volgens Sebuh Sarkisian van het Armeens-orthodoxe bisdom Teheran zouden enkele in de kerk gevonden beenderen van Johannes de Doper kunnen zijn.
In 2008 werd de kerk, samen met de Qara Kelisa en de Kapel van Dzordzor, door UNESCO tot werelderfgoed verklaard.

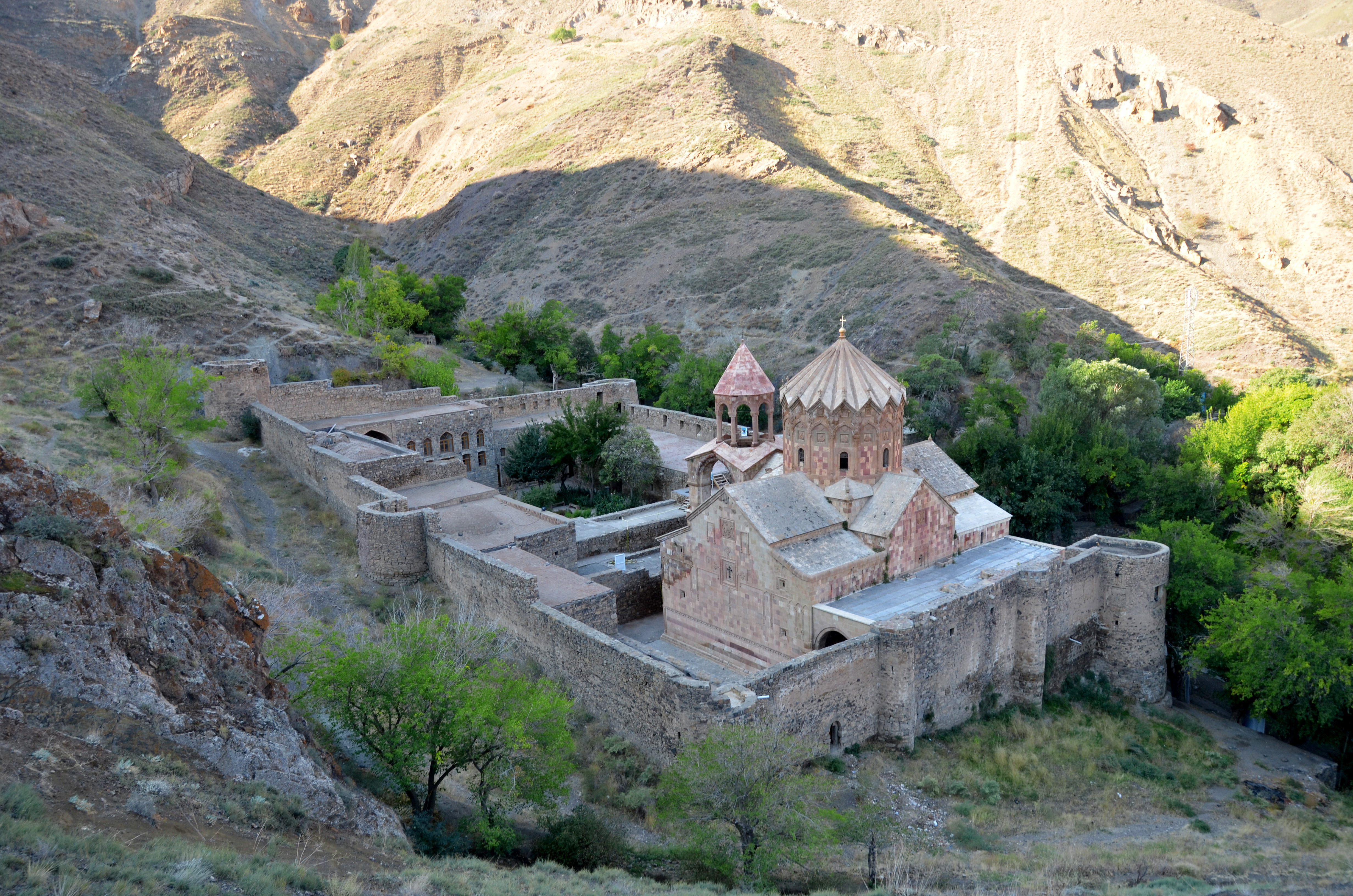

## Zie ook

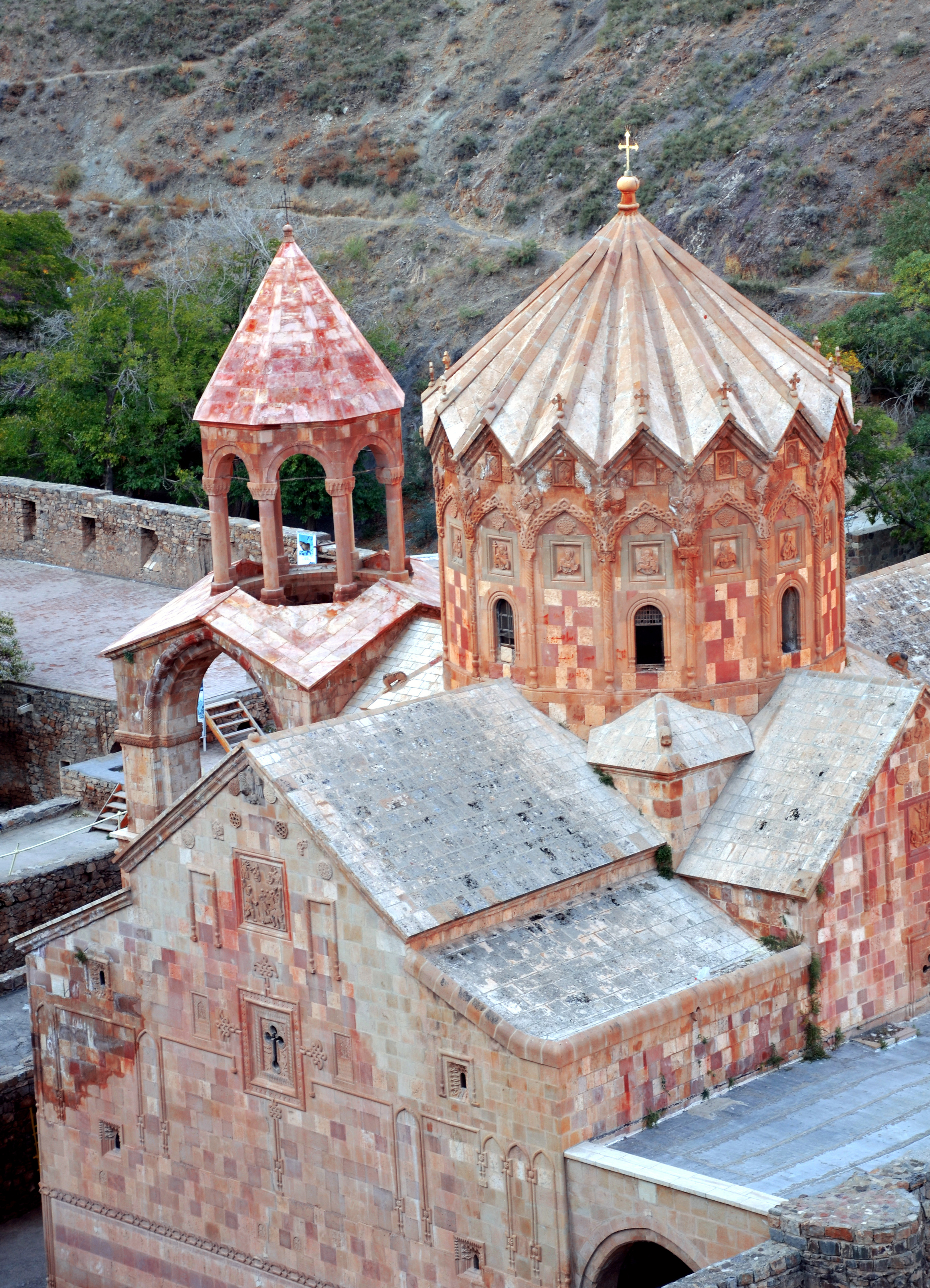

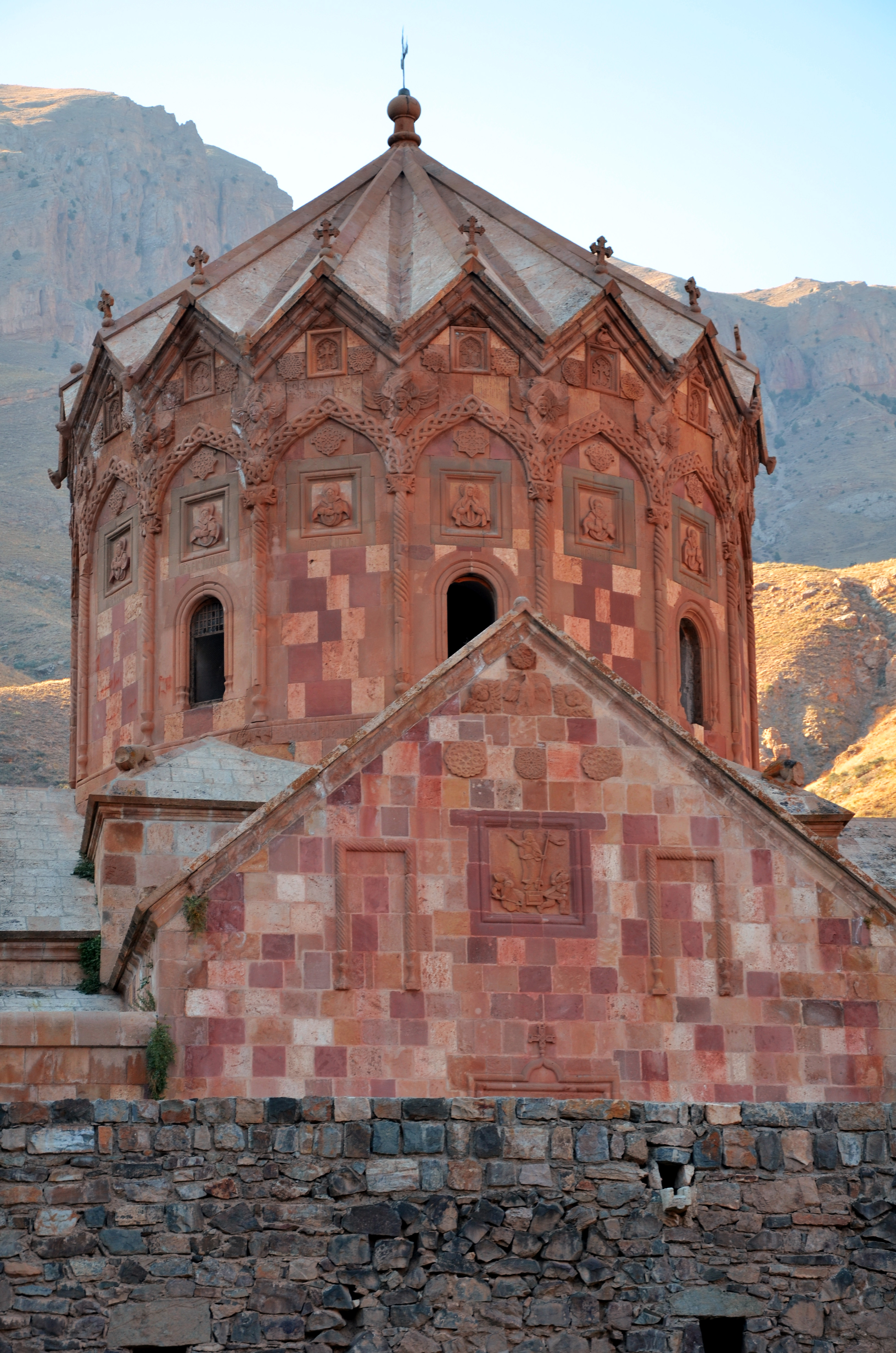

## Externe links

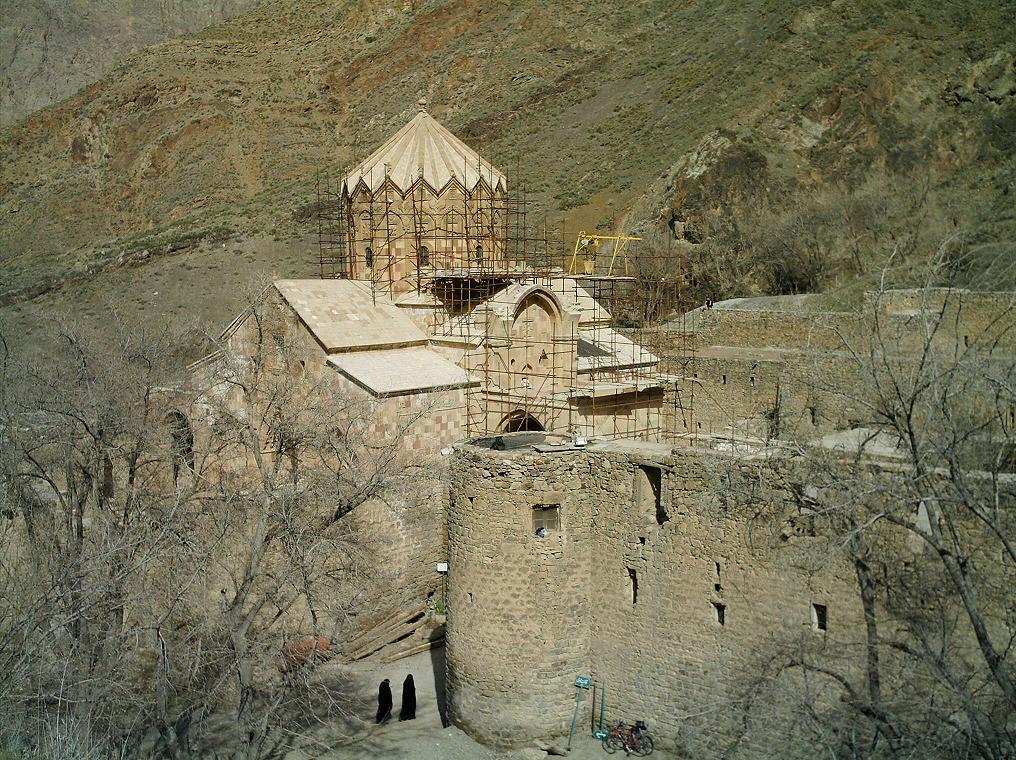
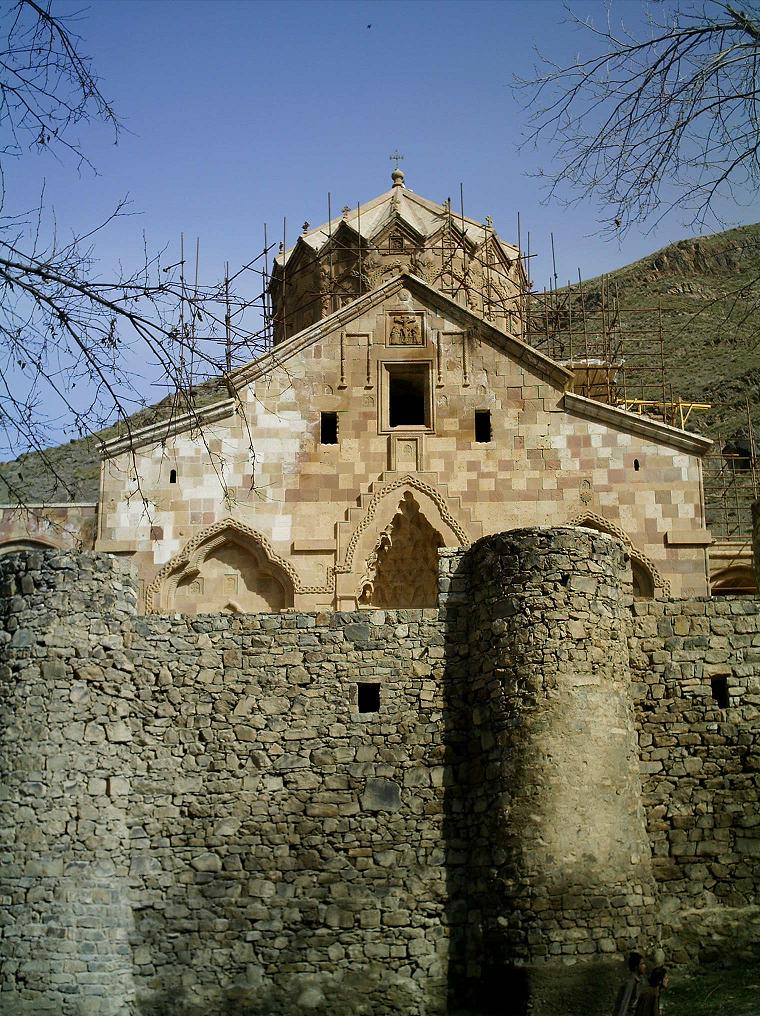
Visione frontale.
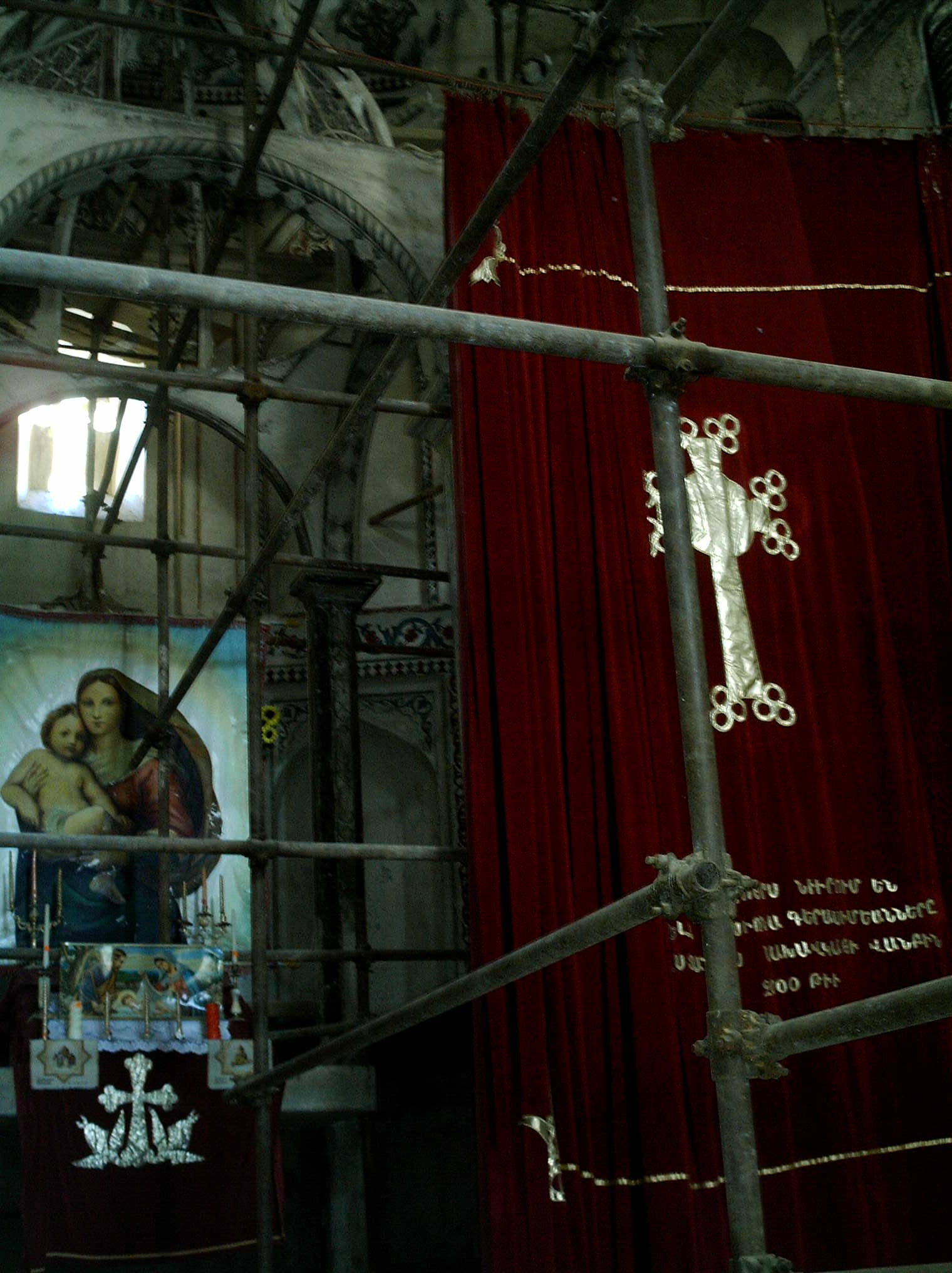
Interno.
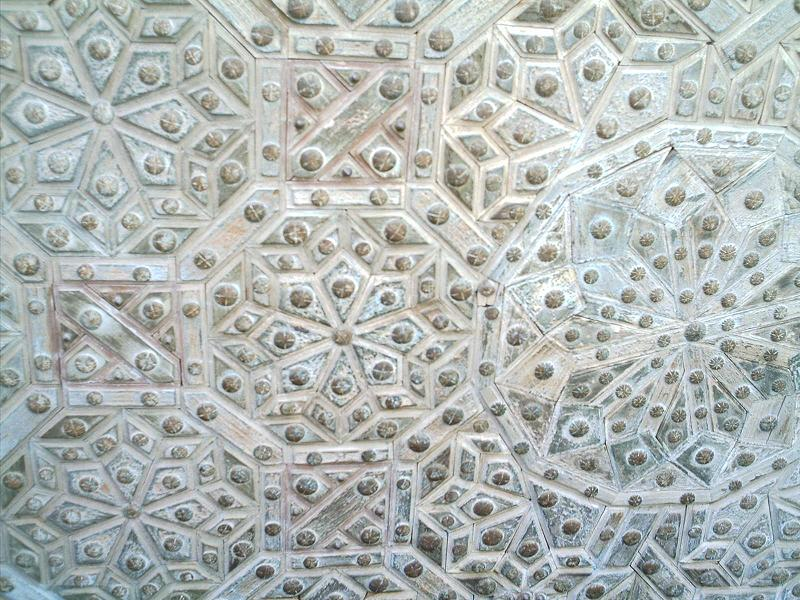
Portone d'ingresso.
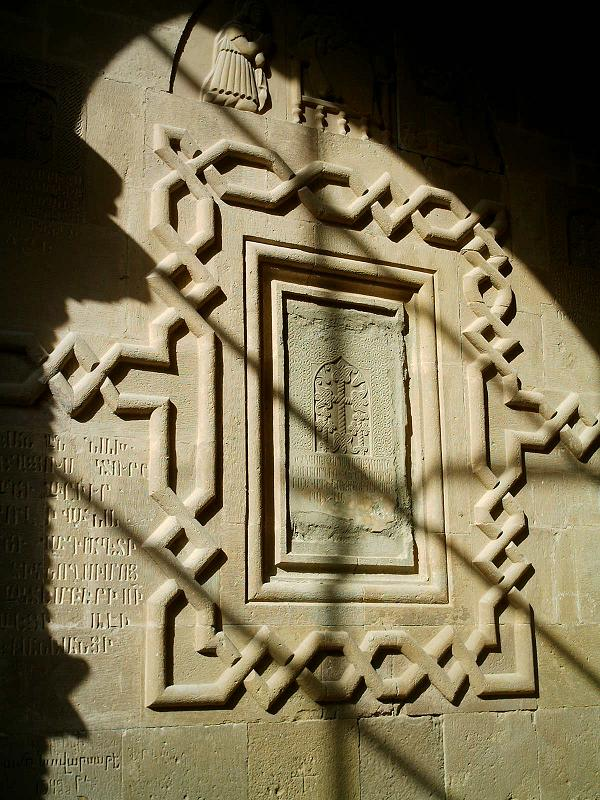
Muro laterale.
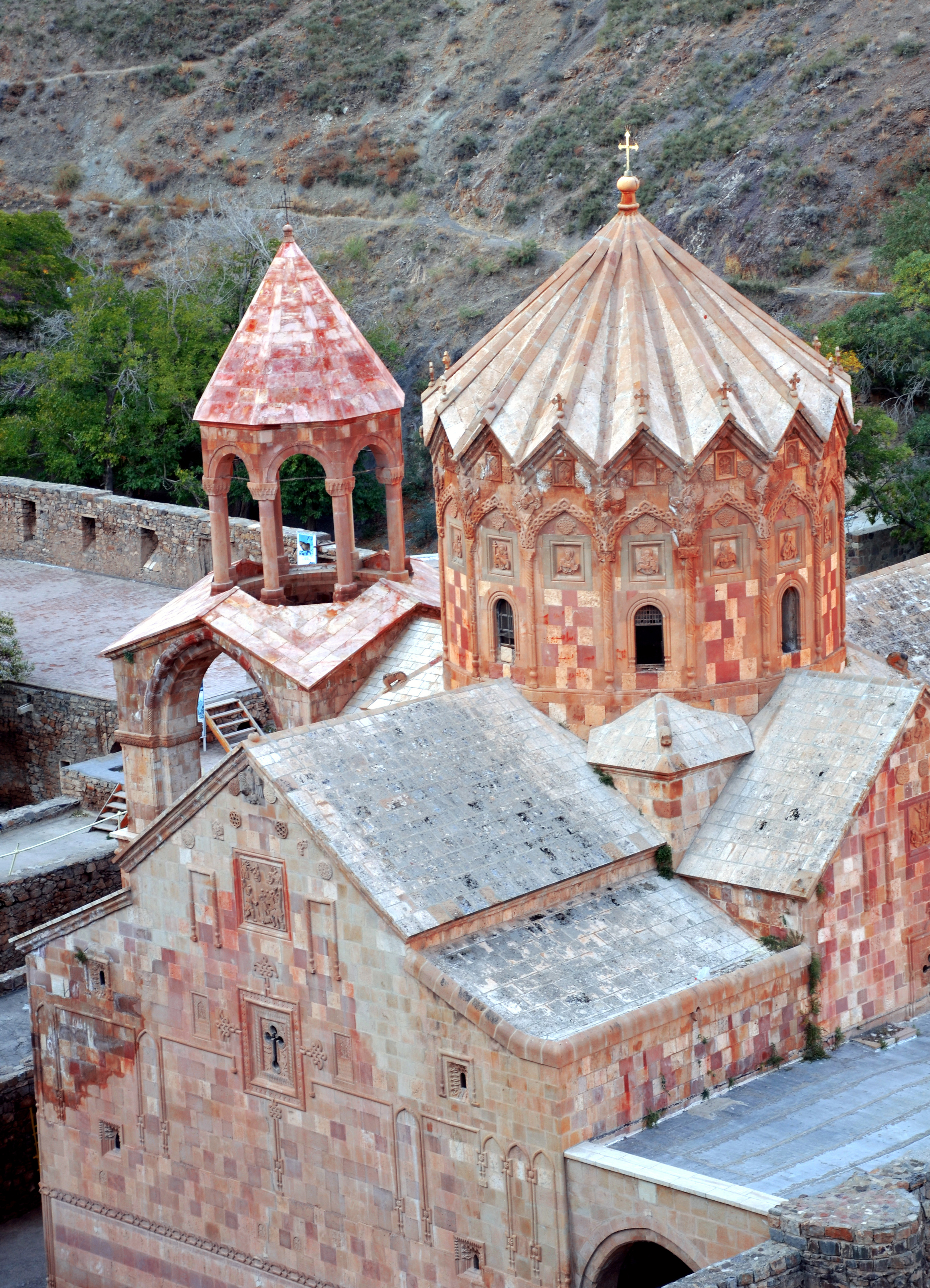
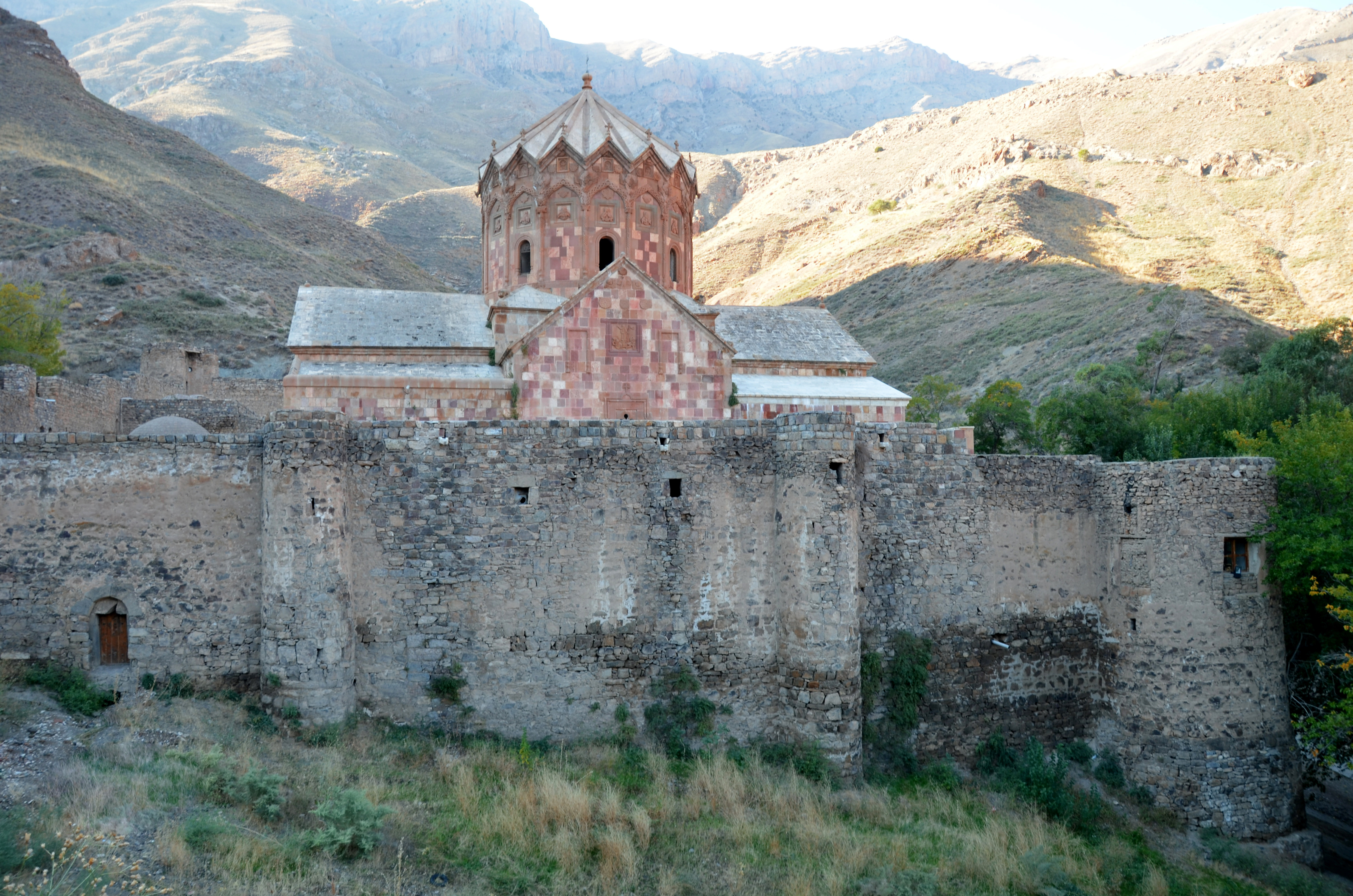
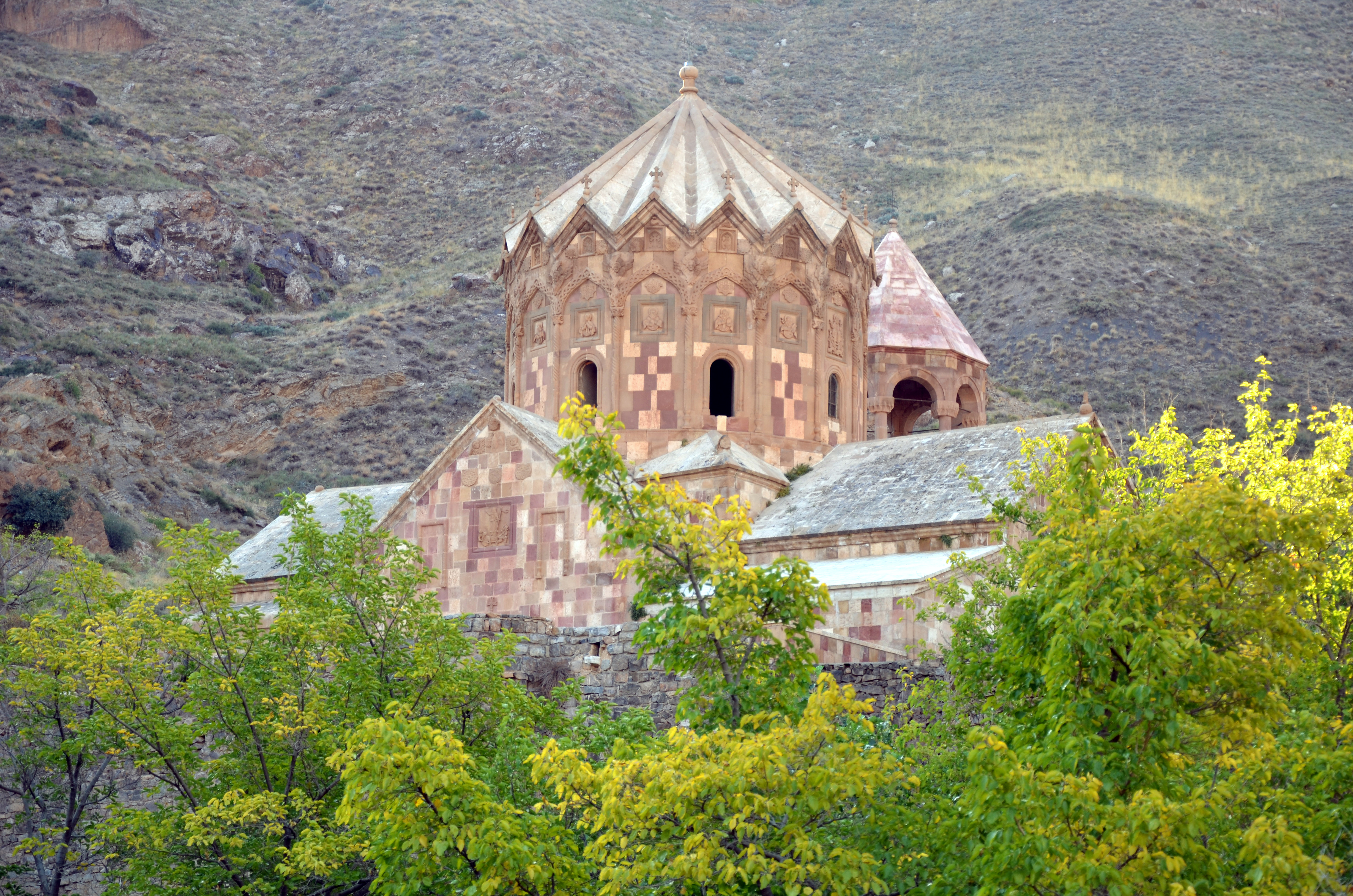
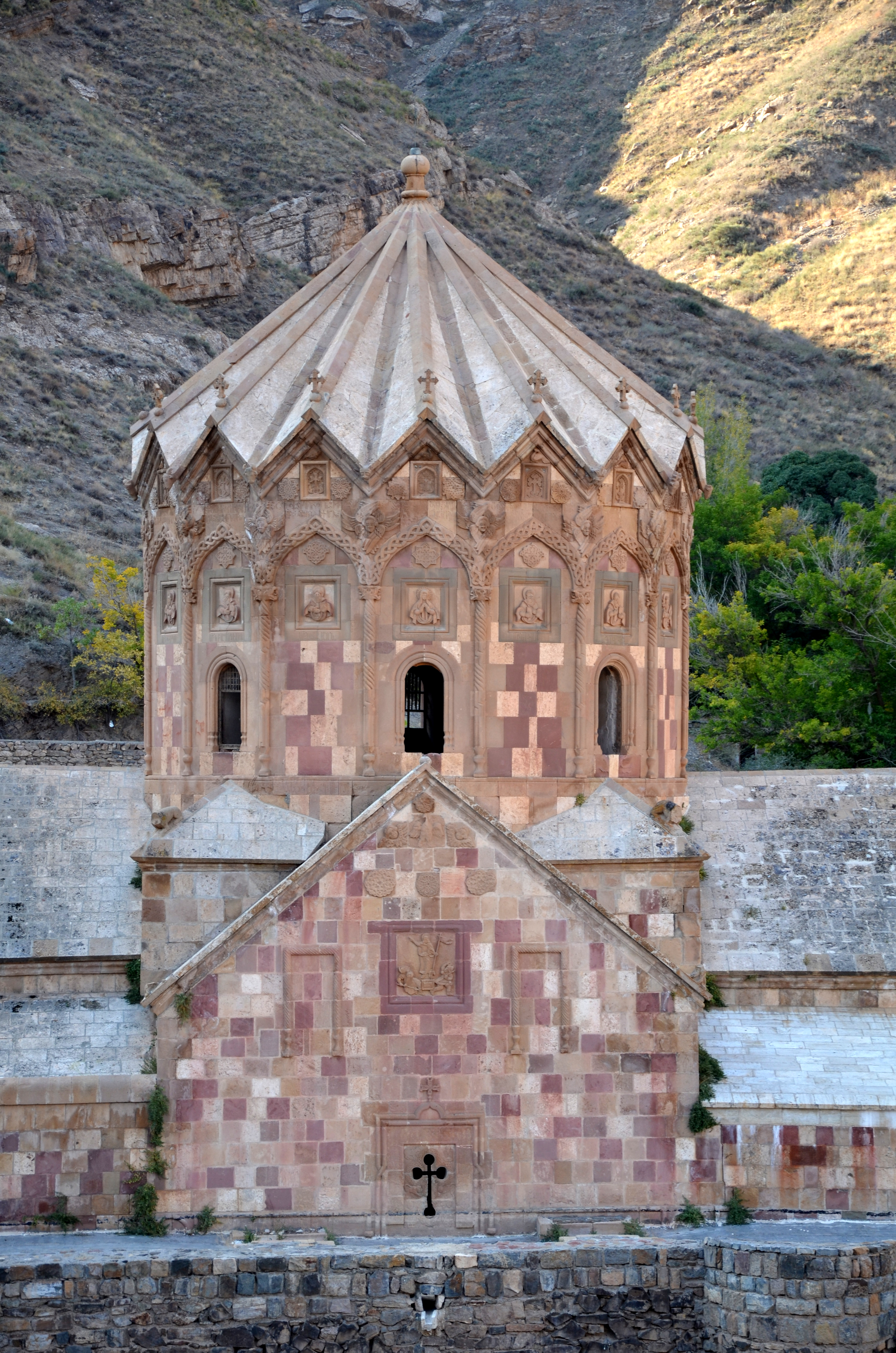
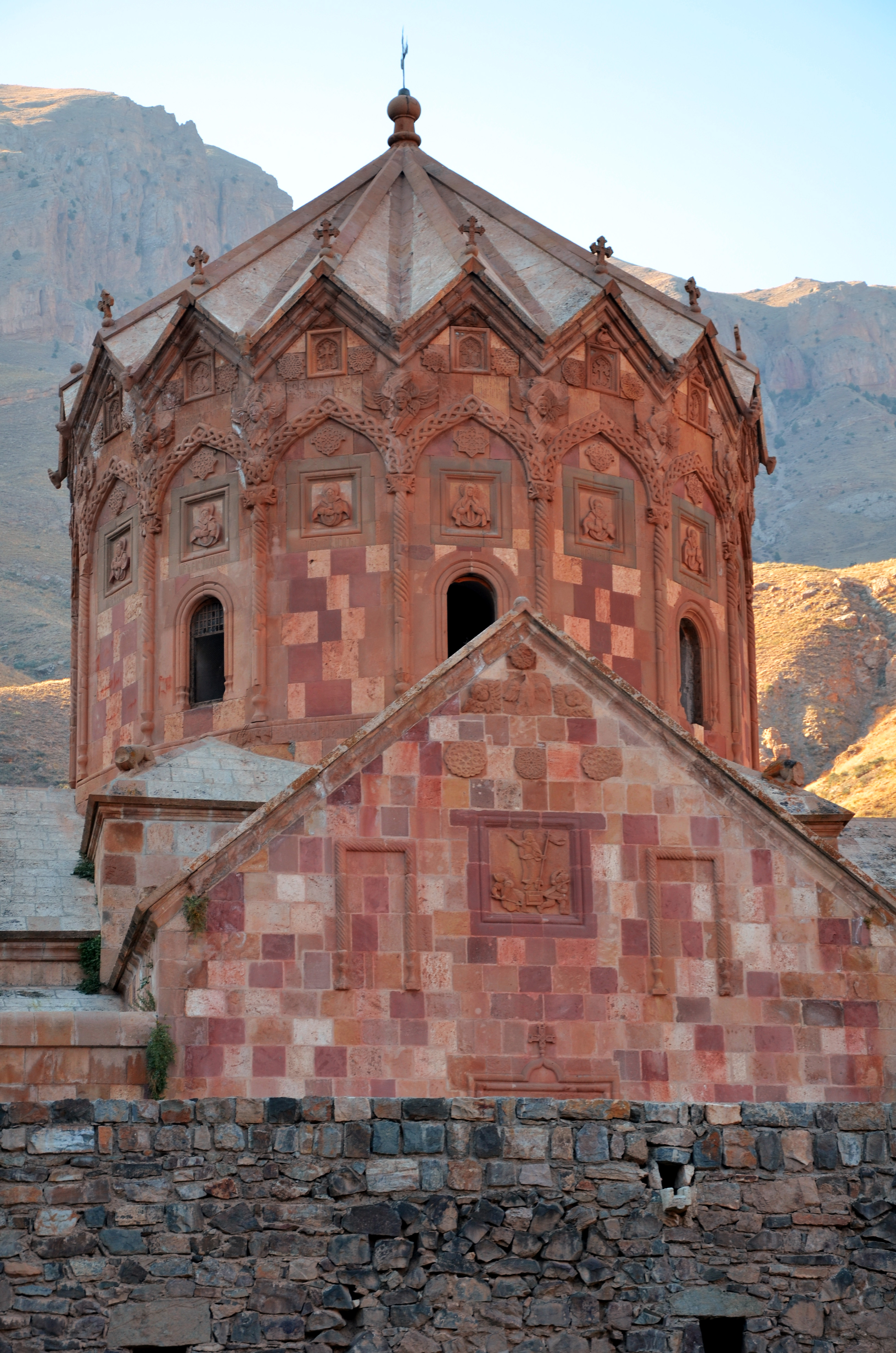
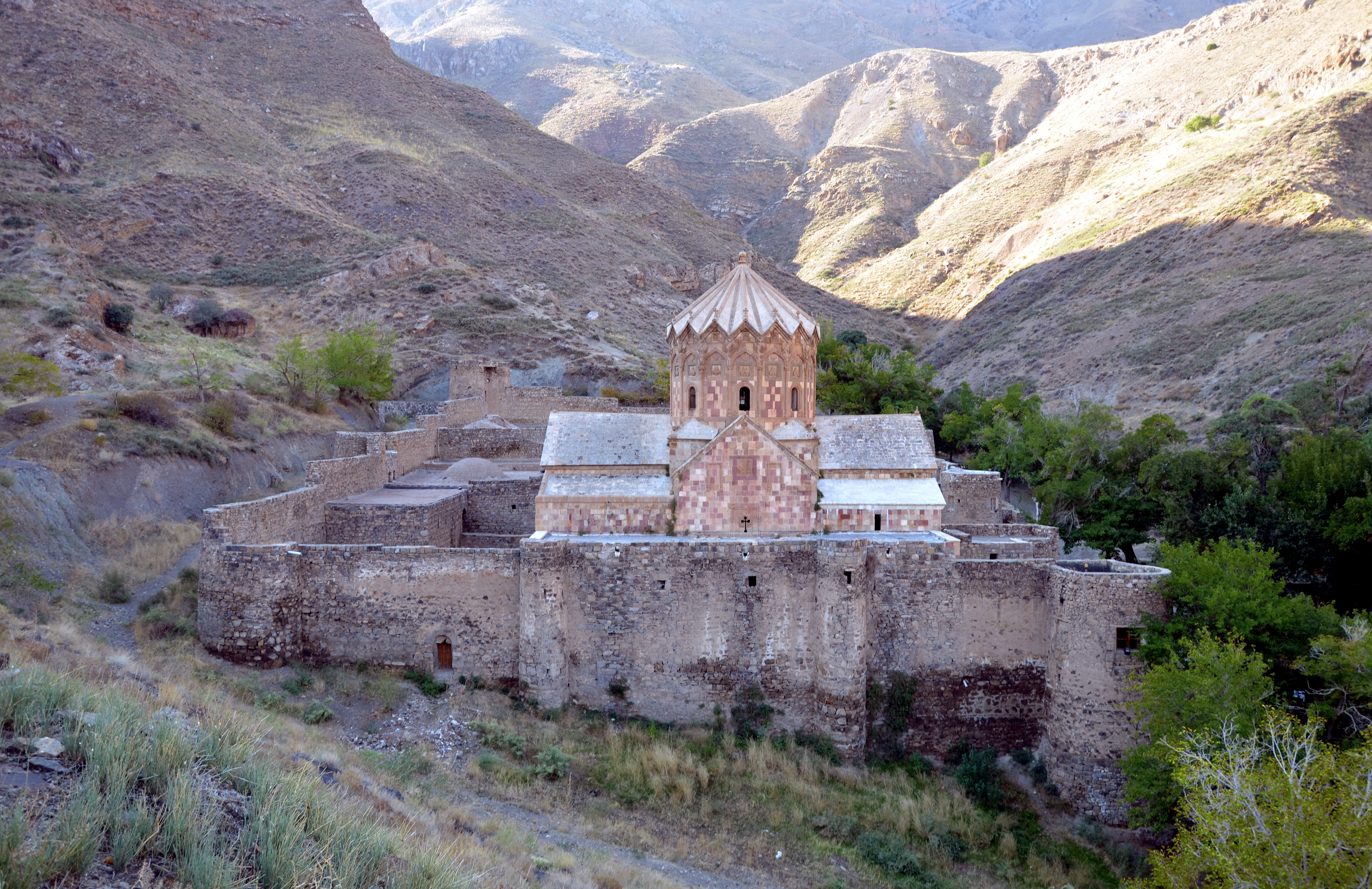
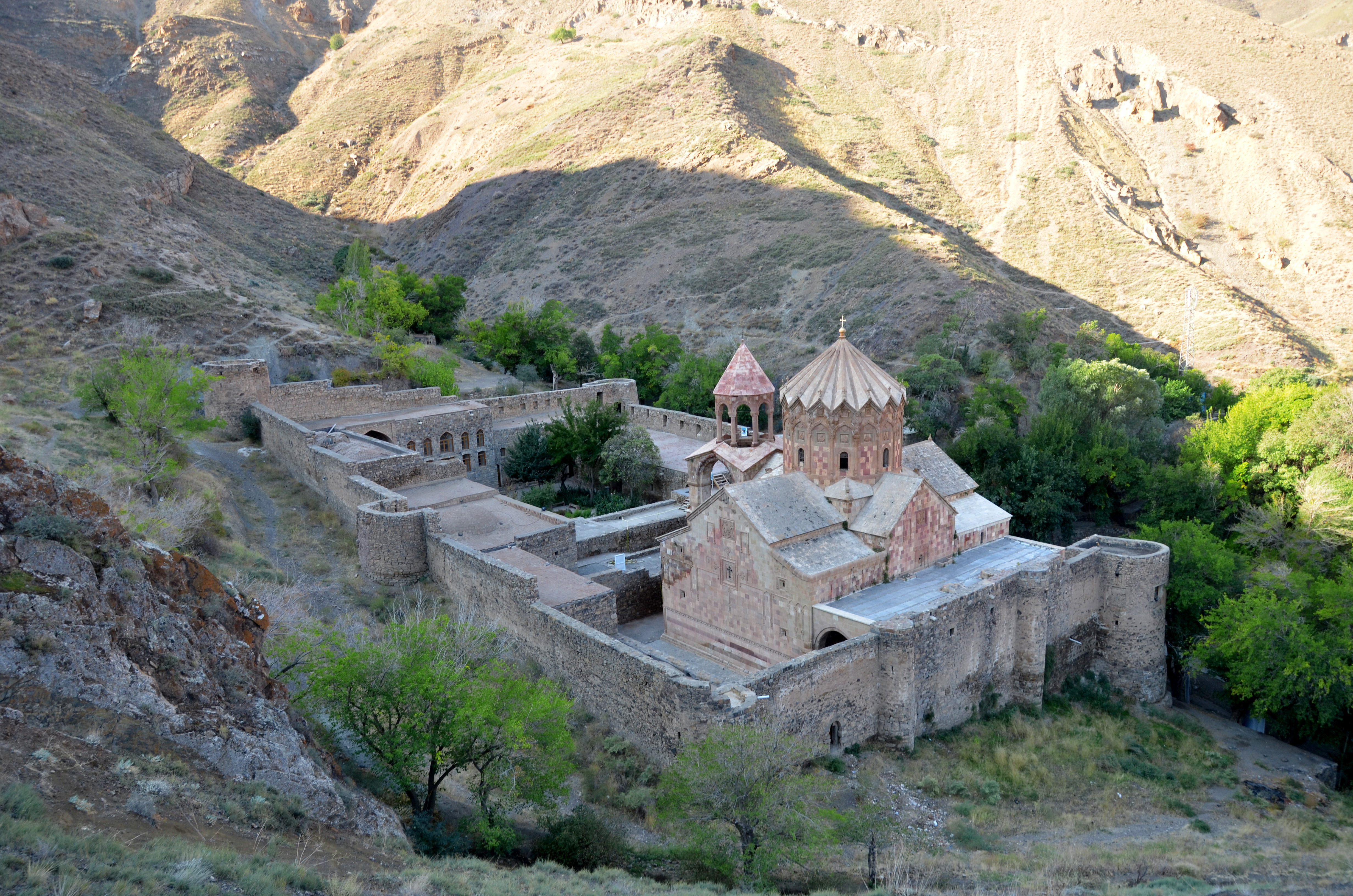
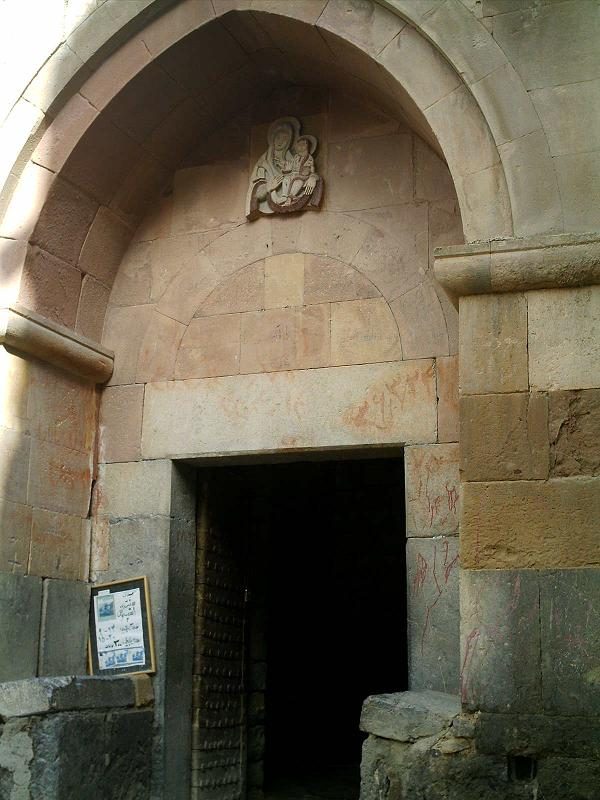
Entrata principale del complesso.
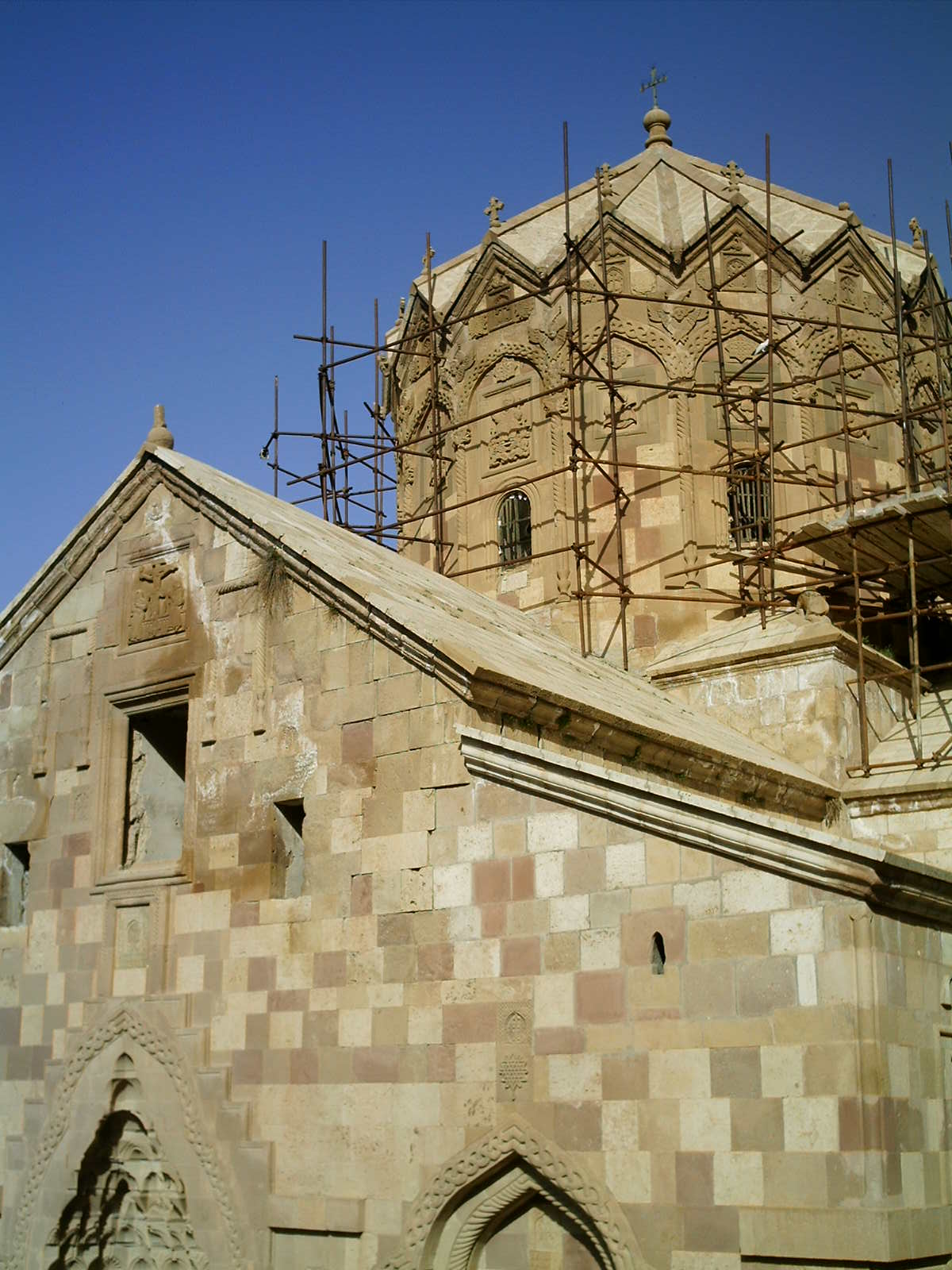